# Australian Open 2024
Die 112. Australian Open waren das erste von vier Grand-Slam-Turnieren der Saison, den am höchsten dotierten Tennisturnieren. Es waren die 56. in der Open Era. Sie fanden vom 14. bis 28. Januar 2024 in Melbourne, Australien statt. Zur Entzerrung des Terminplans und mit dem Ziel, nächtliche Spiele zu vermeiden, wurde der Austragungszeitraum 2024 von 14 auf 15 Tage verlängert.
Die Titelverteidiger im Einzel waren Novak Đoković bei den Herren sowie Aryna Sabalenka bei den Damen, Rinky Hijikata und Jason Kubler im Herrendoppel, Barbora Krejčíková und Kateřina Siniaková im Damendoppel sowie Luisa Stefani und Rafael Matos im Mixed.
Als Reaktion auf den russischen Überfall auf die Ukraine, der am 24. Februar 2022 begann, durften Spieler und Spielerinnen aus Russland und Belarus, wie bereits bei den Australian Open 2023, auch 2024 nicht unter ihrer Flagge antreten.

## Sieger der Australian Open 2024

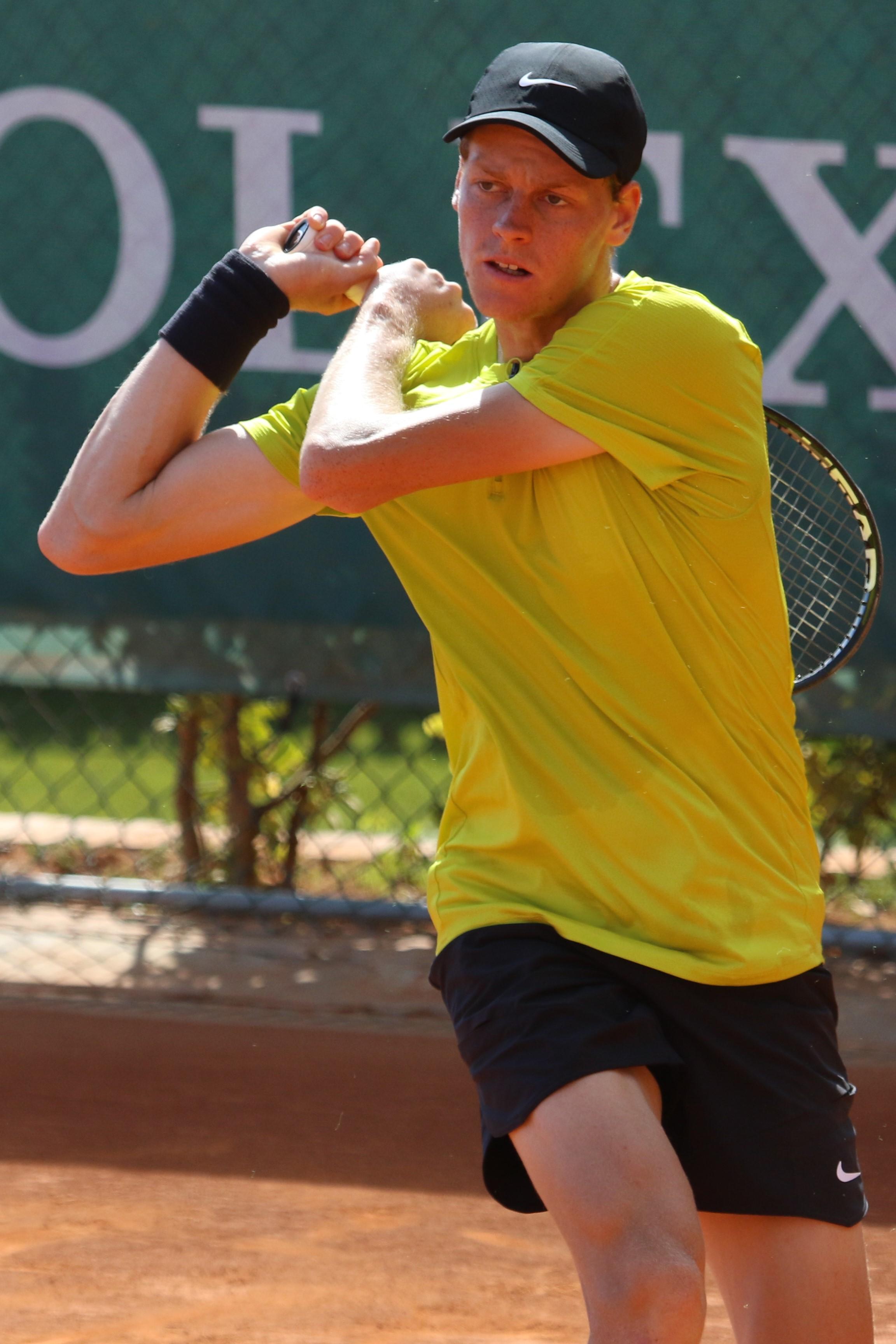
Jannik Sinner, Herren-Einzel
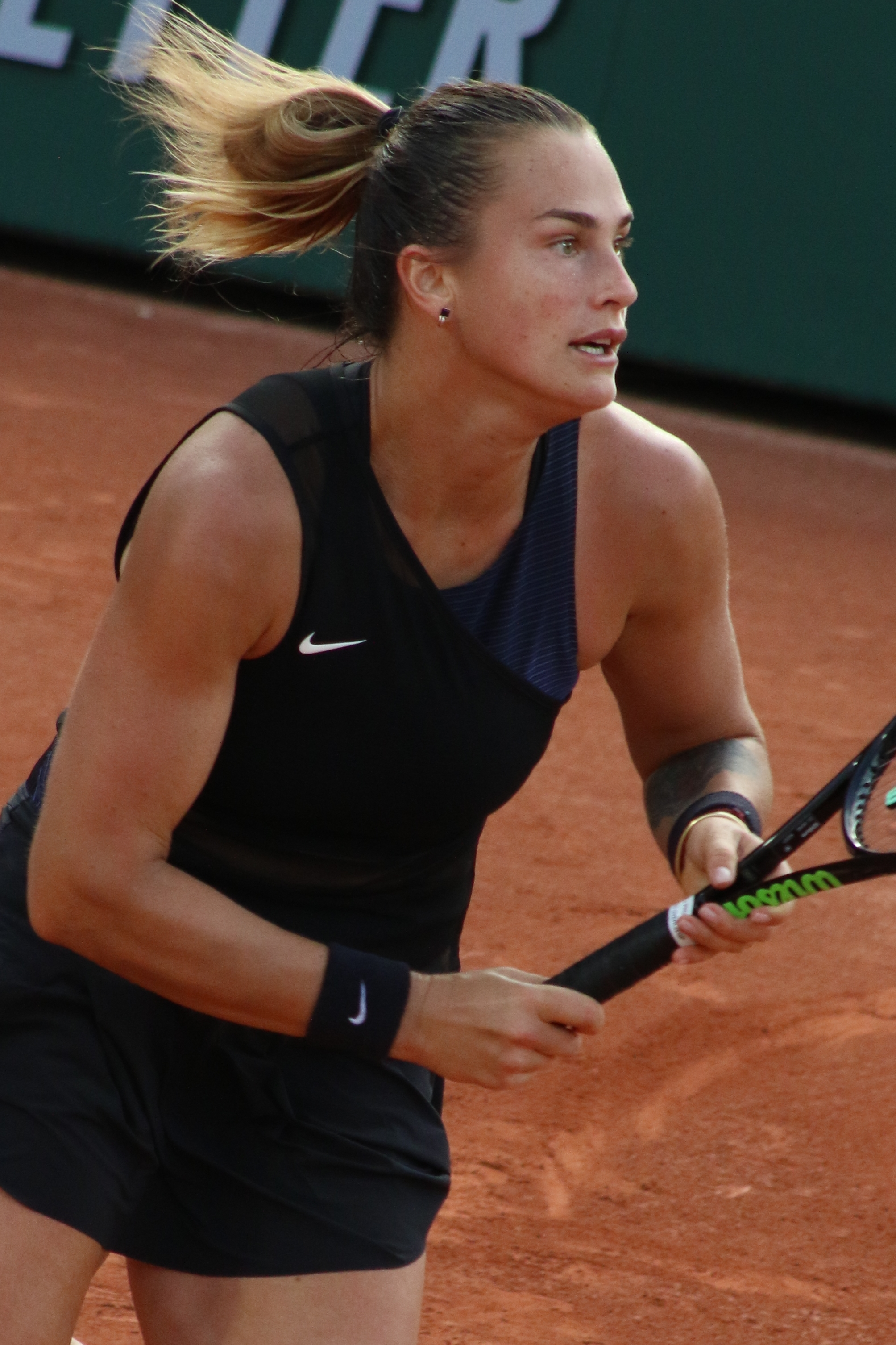
Aryna Sabalenka, Damen-Einzel (erneut nach 2023)
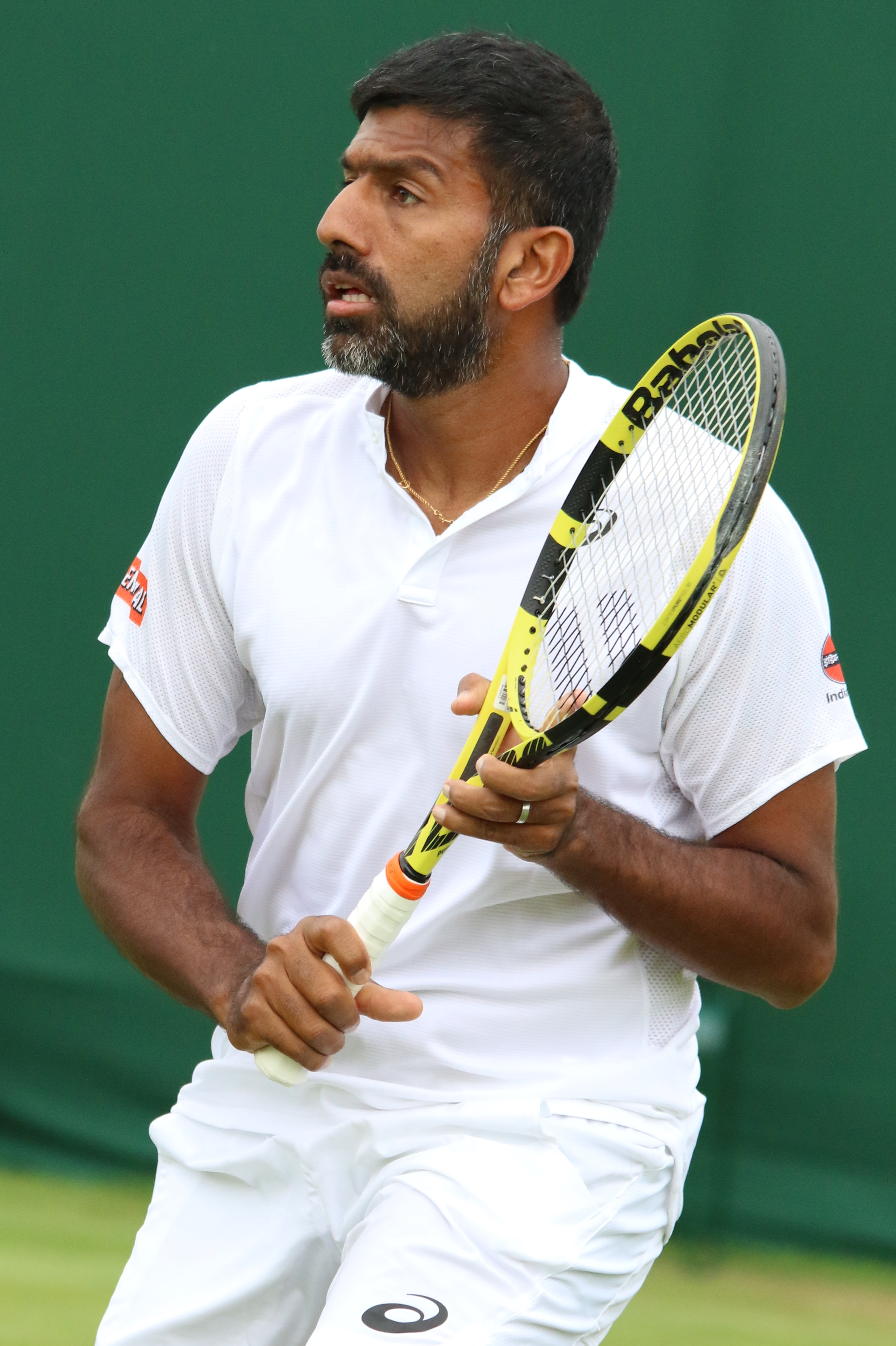
Rohan Bopanna, Herrendoppel
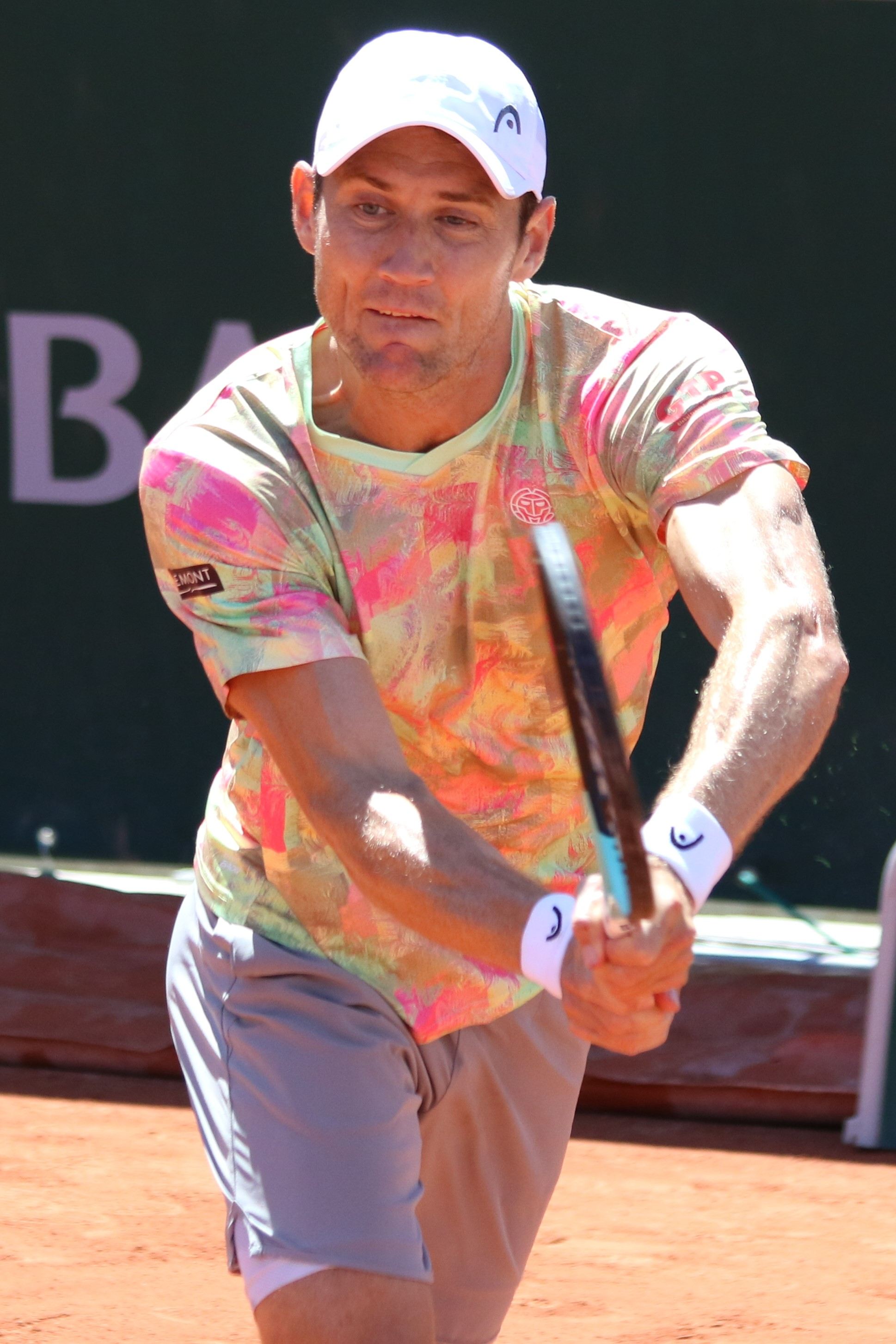
Matthew Ebden, Herrendoppel
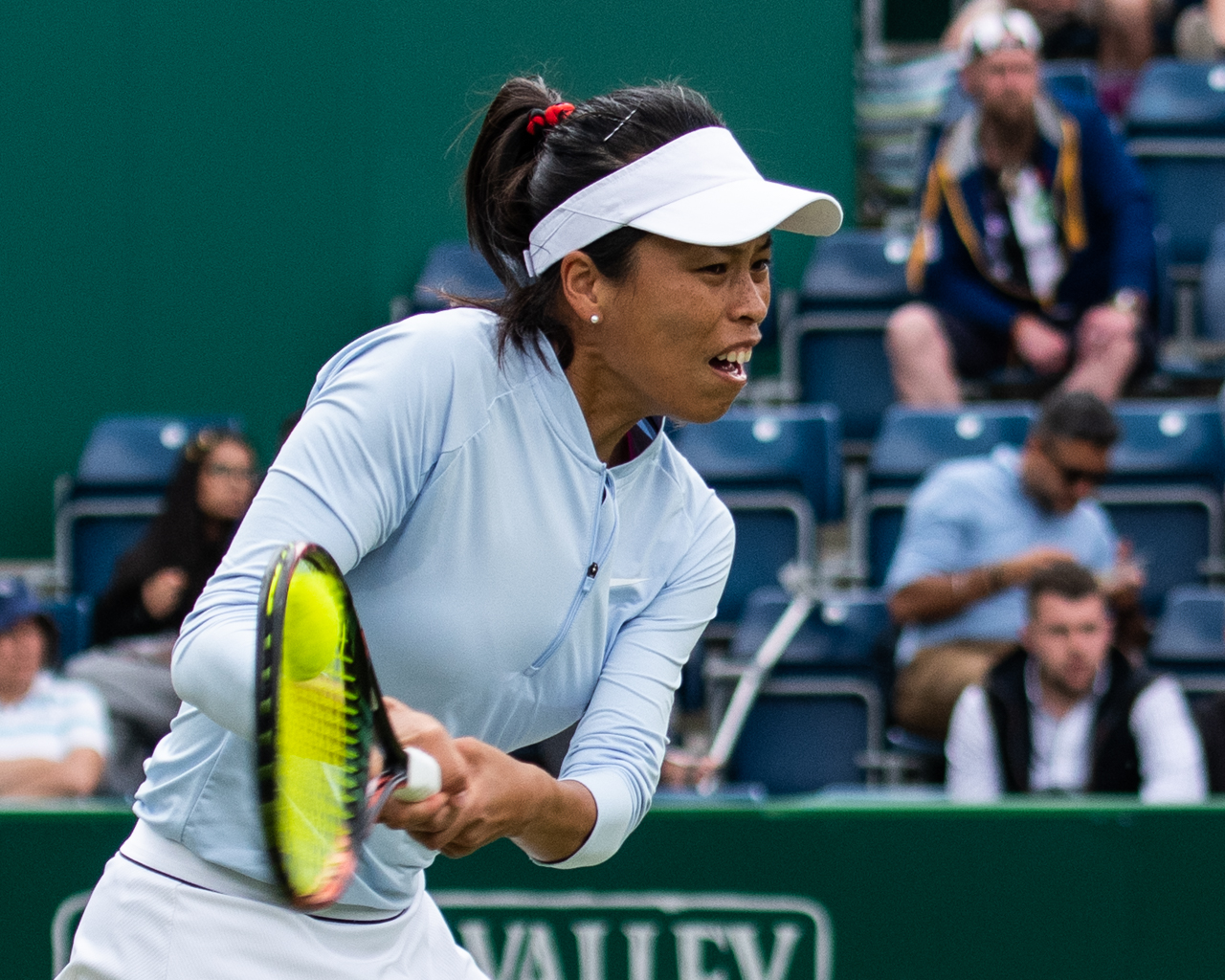
Hsieh Su-wei, Damendoppel
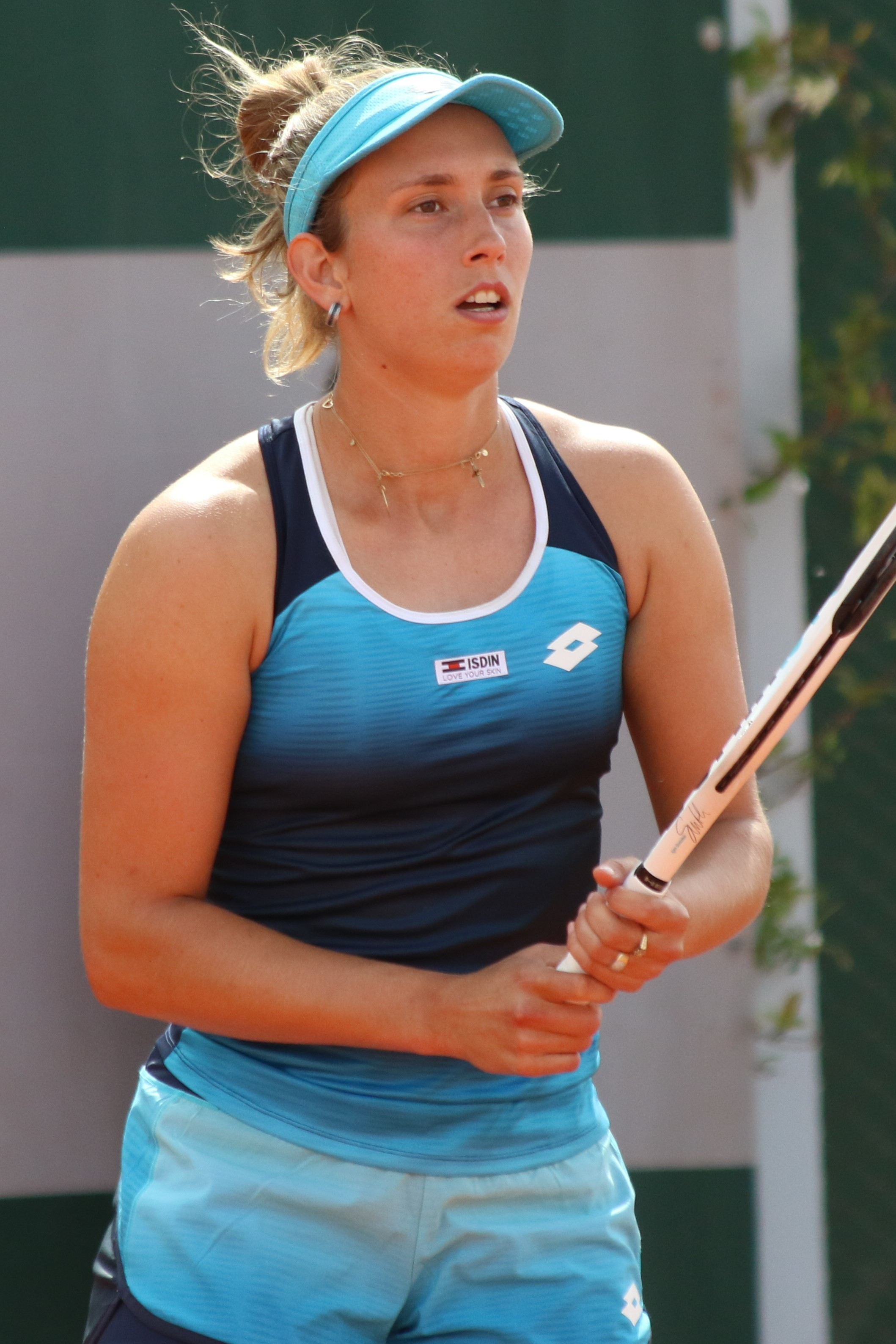
Elise Mertens, Damendoppel
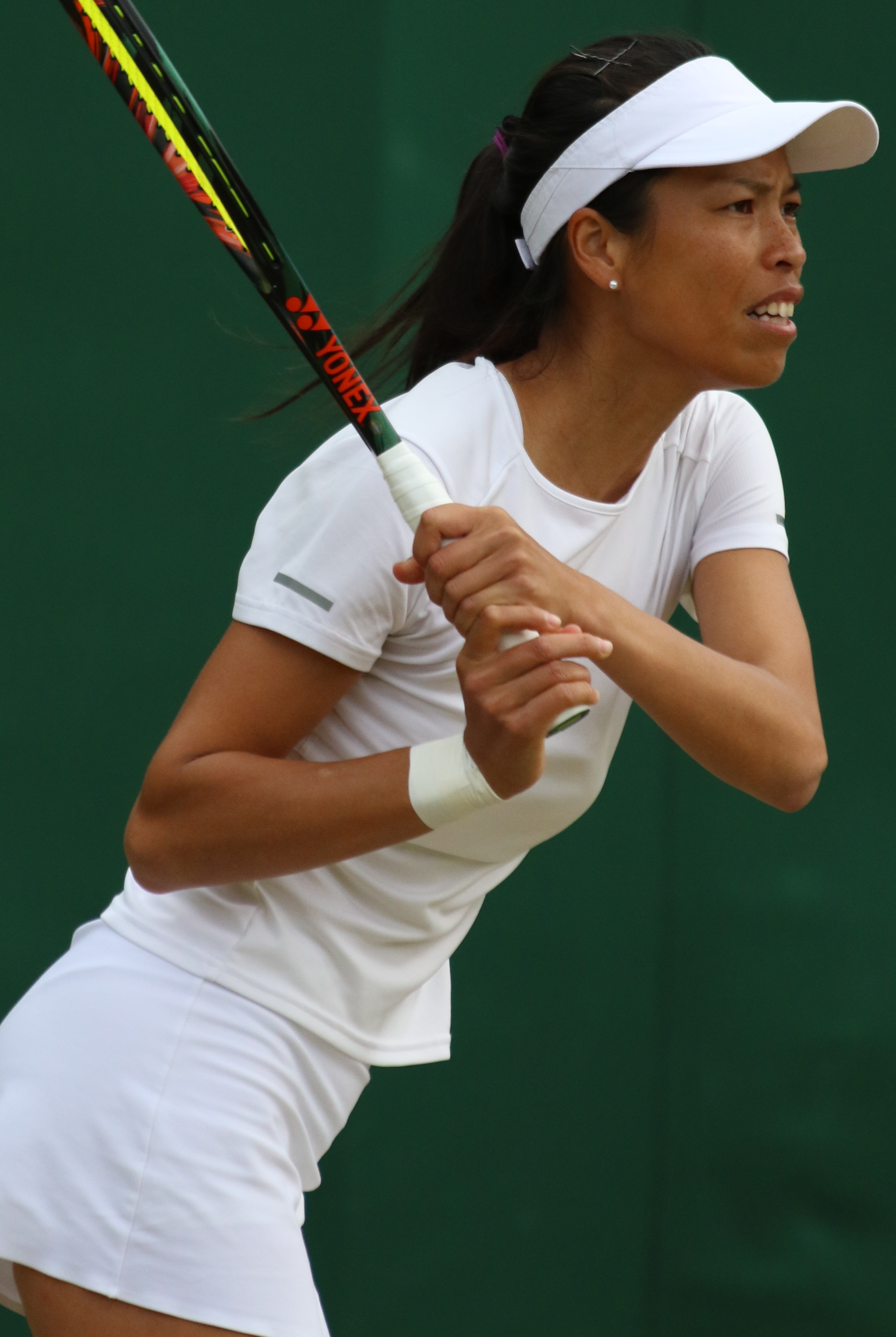
Hsieh Su-wei, Mixed Doppelteam
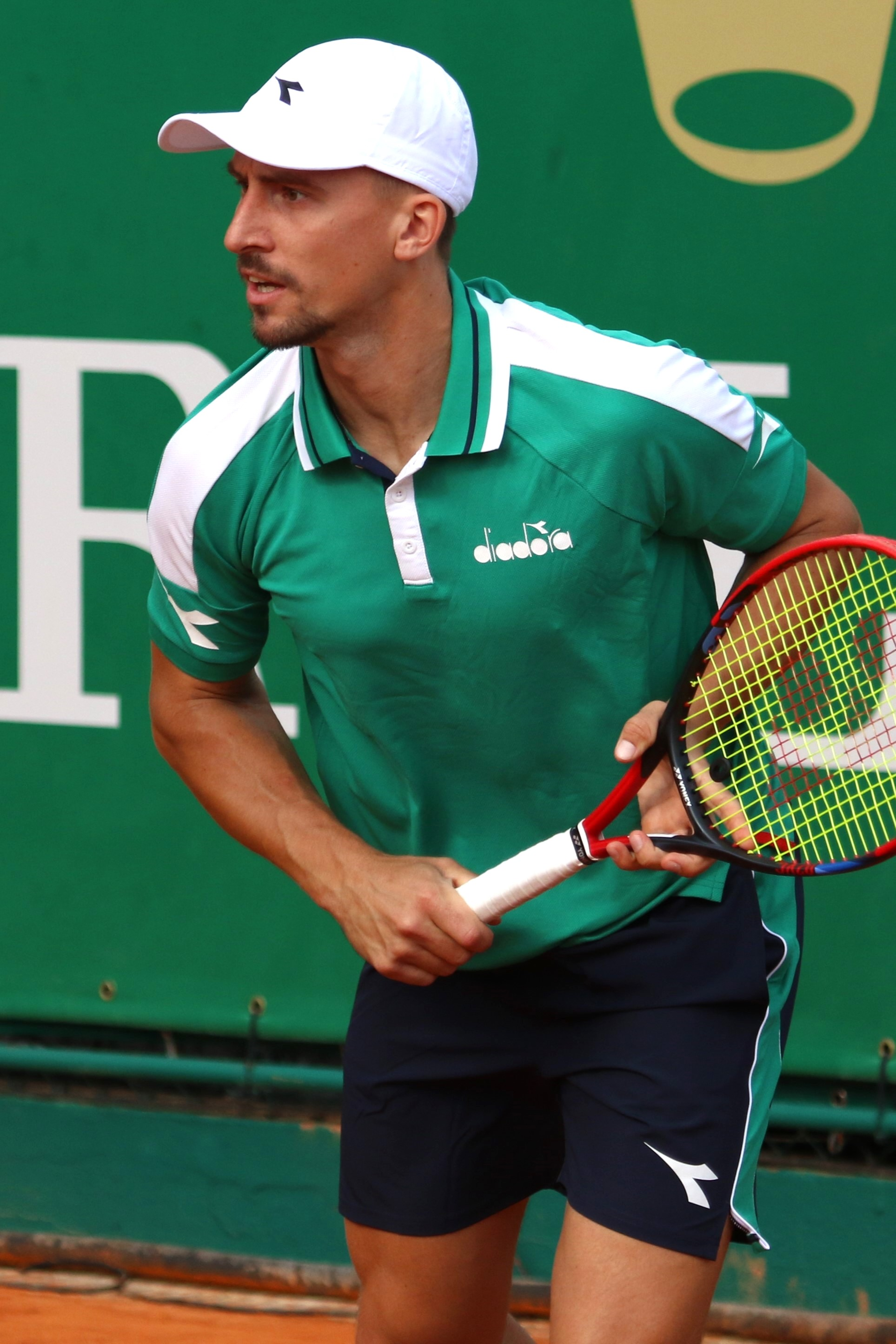
Jan Zieliński, Mixed Doppelteam
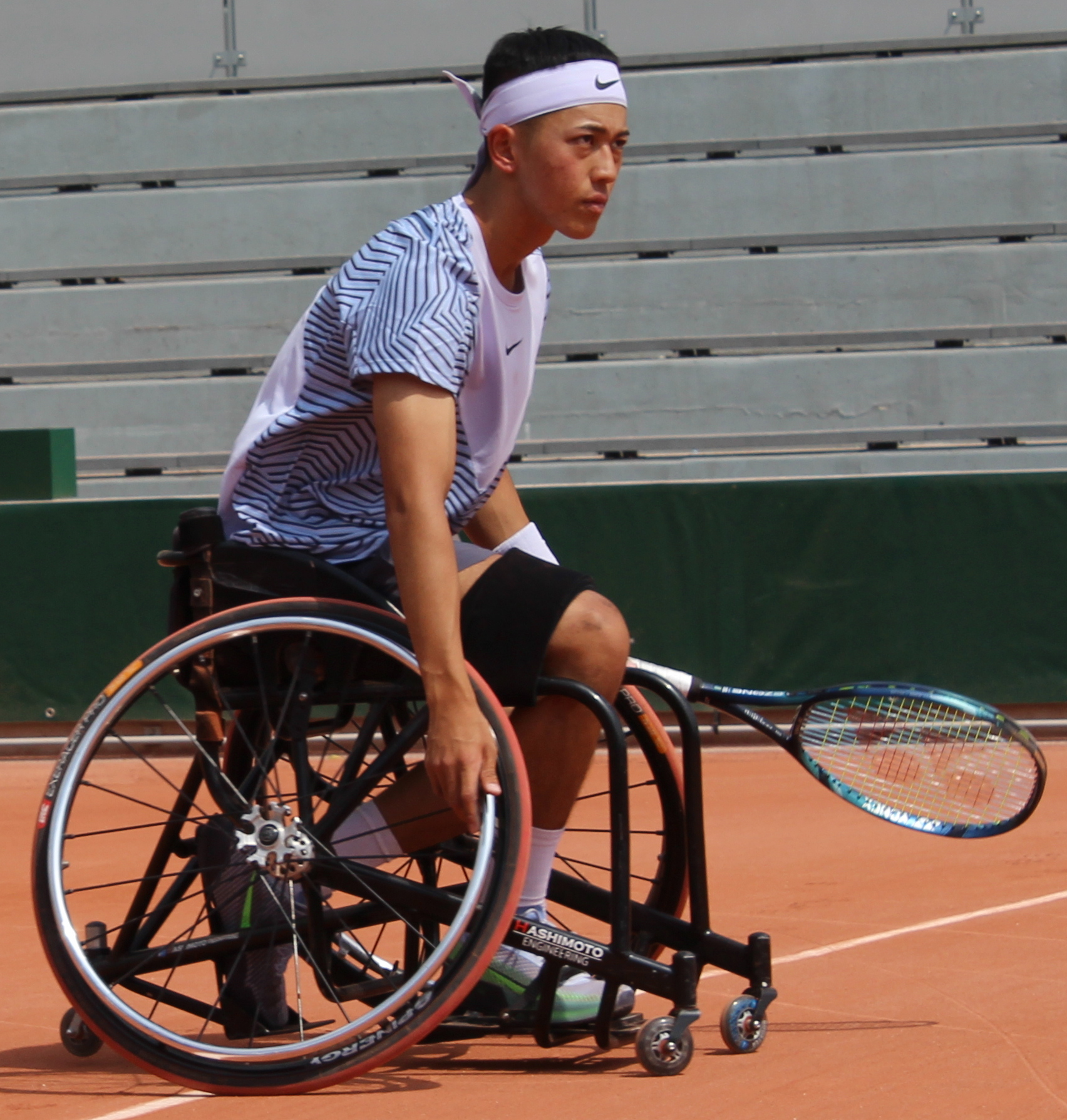
Tokito Oda, Herreneinzel, Rollstuhltennis
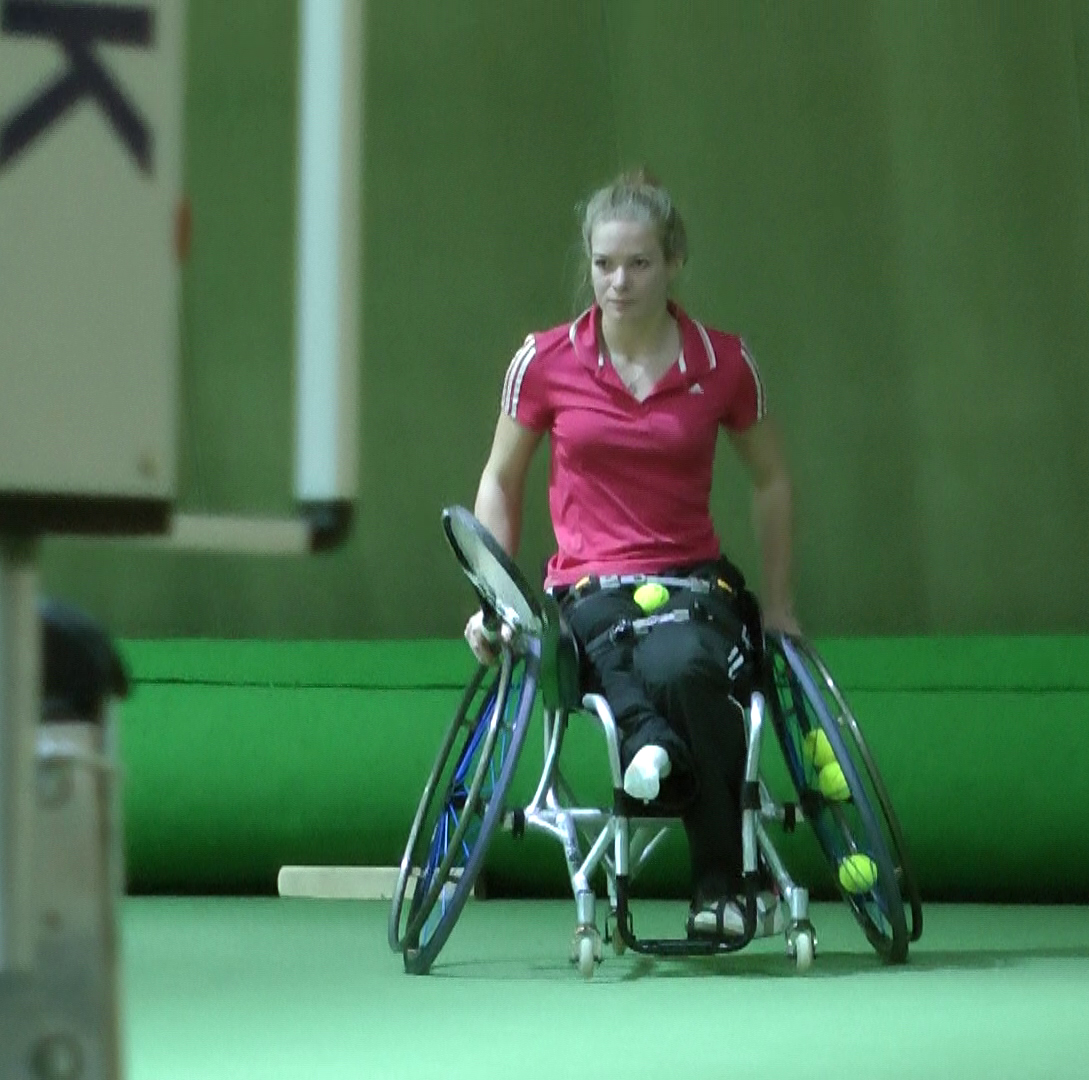
Diede de Groot, Dameneinzel, Rollstuhltennis
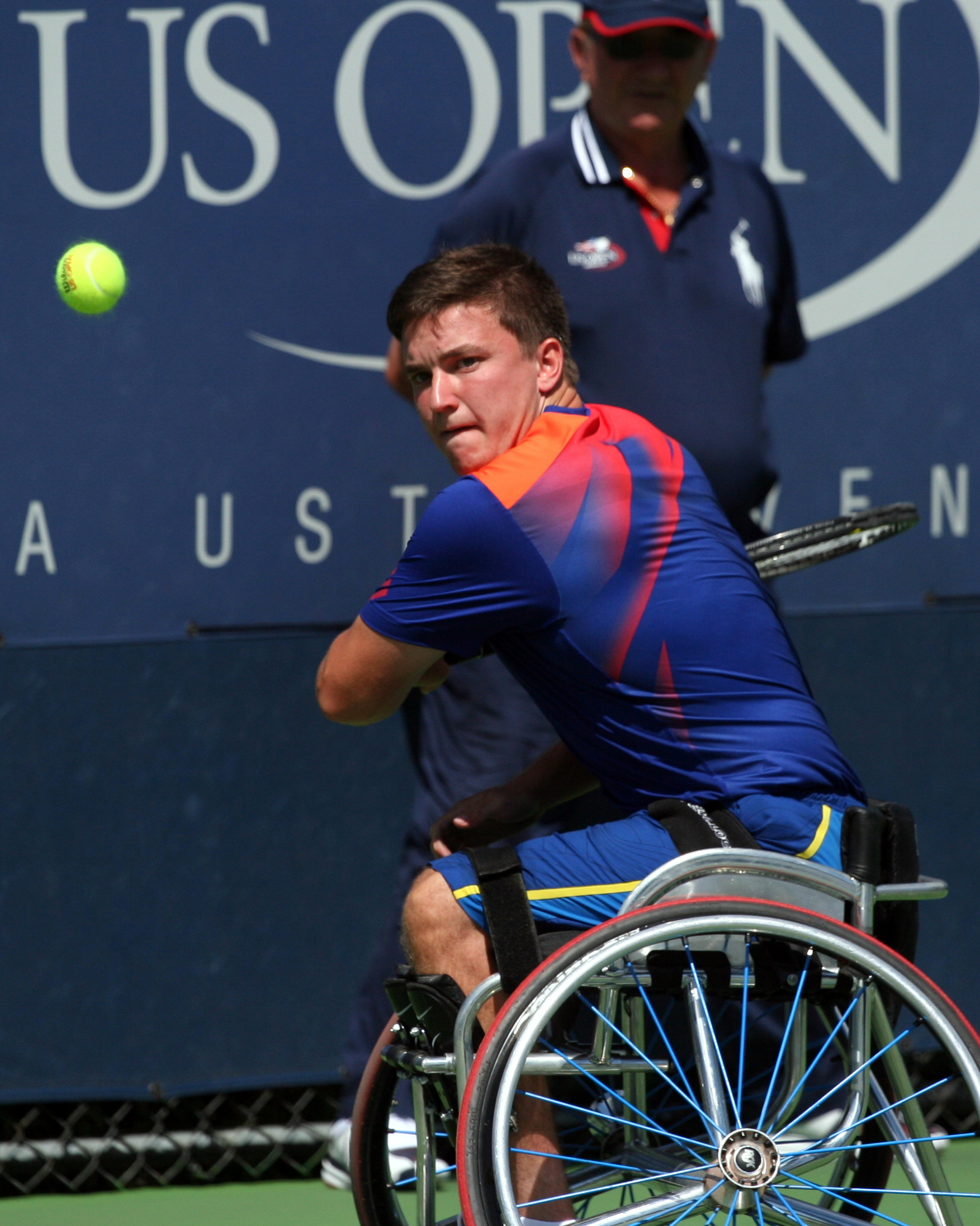
Gordon Reid, Herrendoppel, Rollstuhltennis
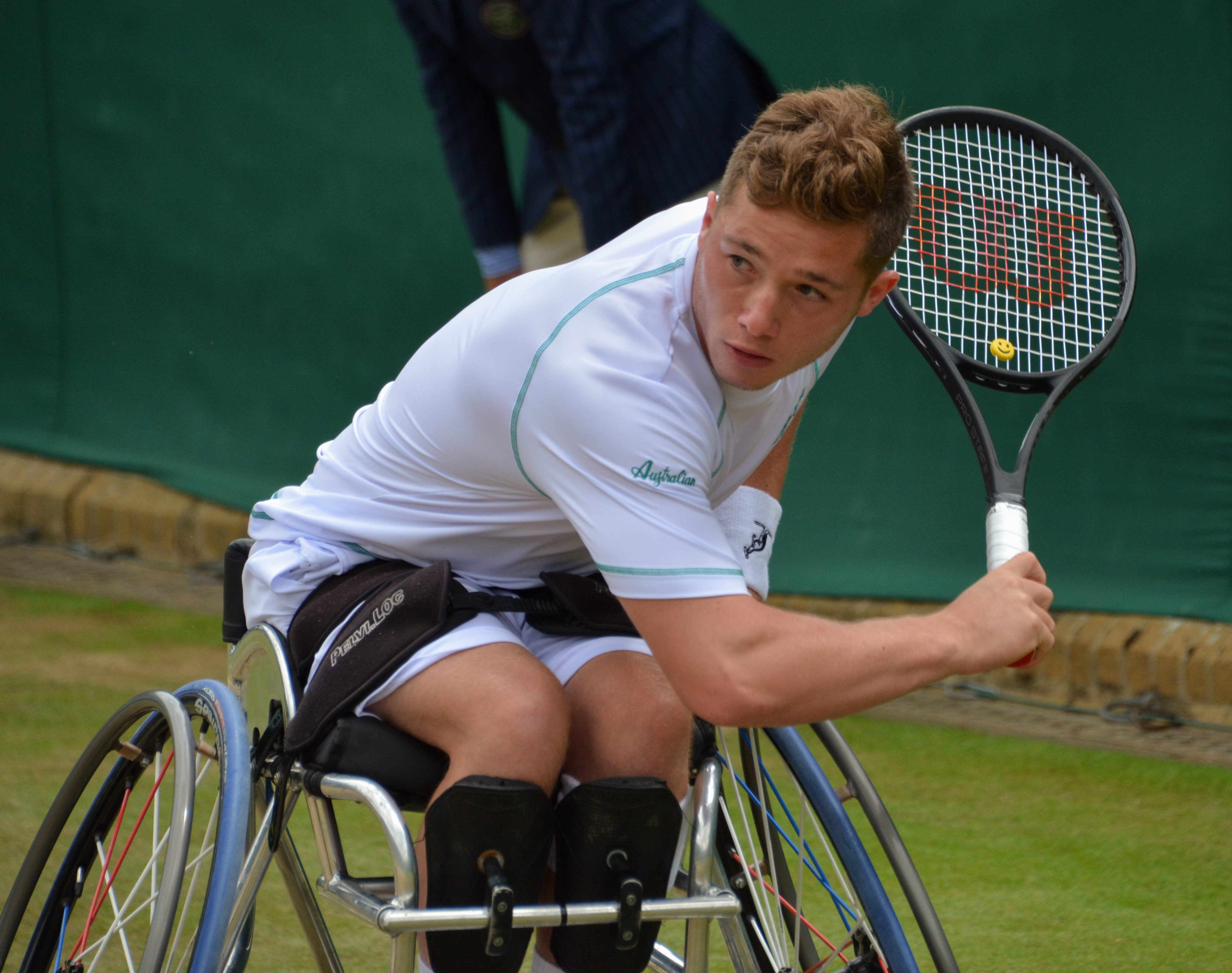
Alfie Hewett, Herrendoppel, Rollstuhltennis
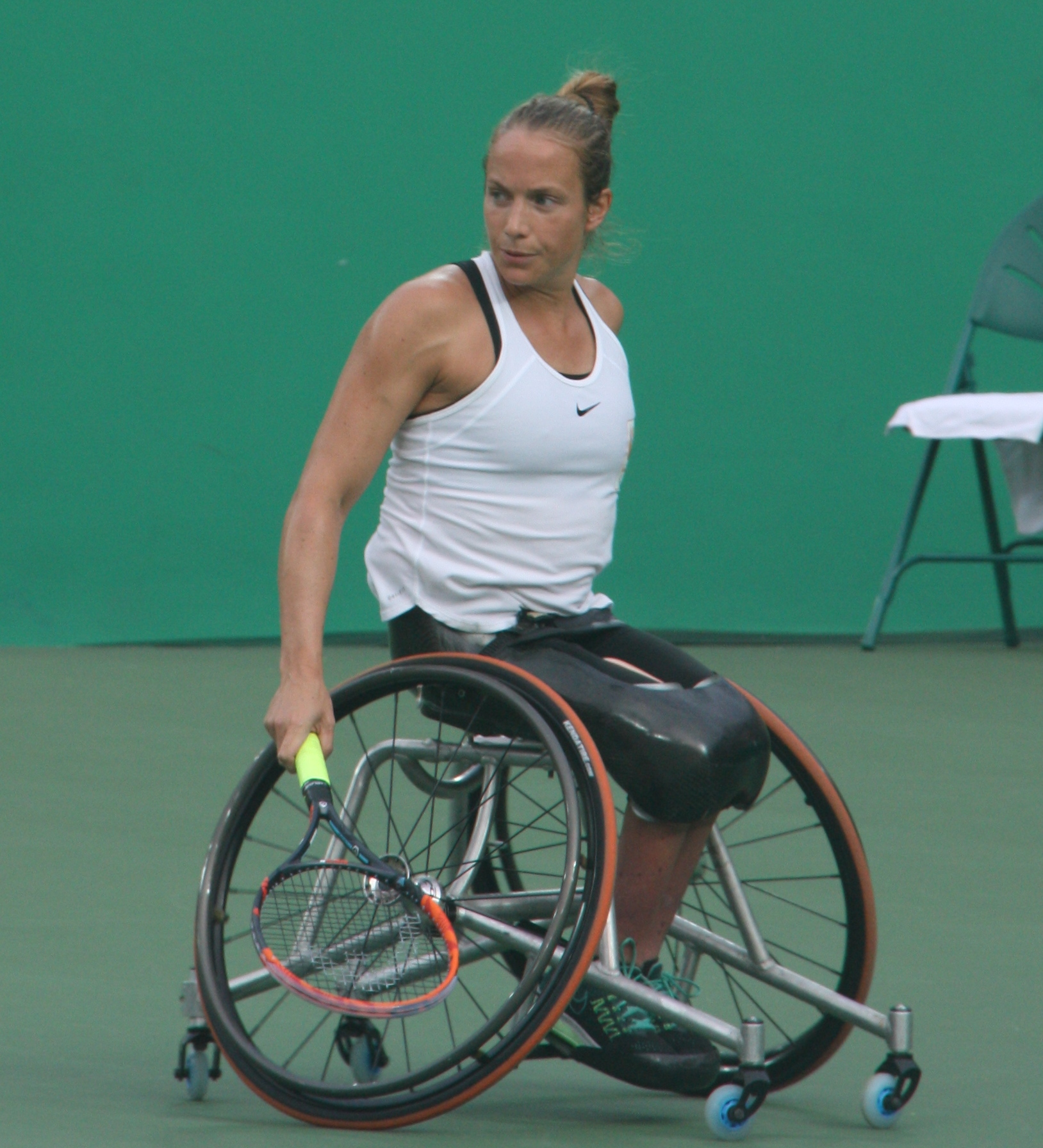
Jiske Griffioen, Damendoppel, Rollstuhltennis
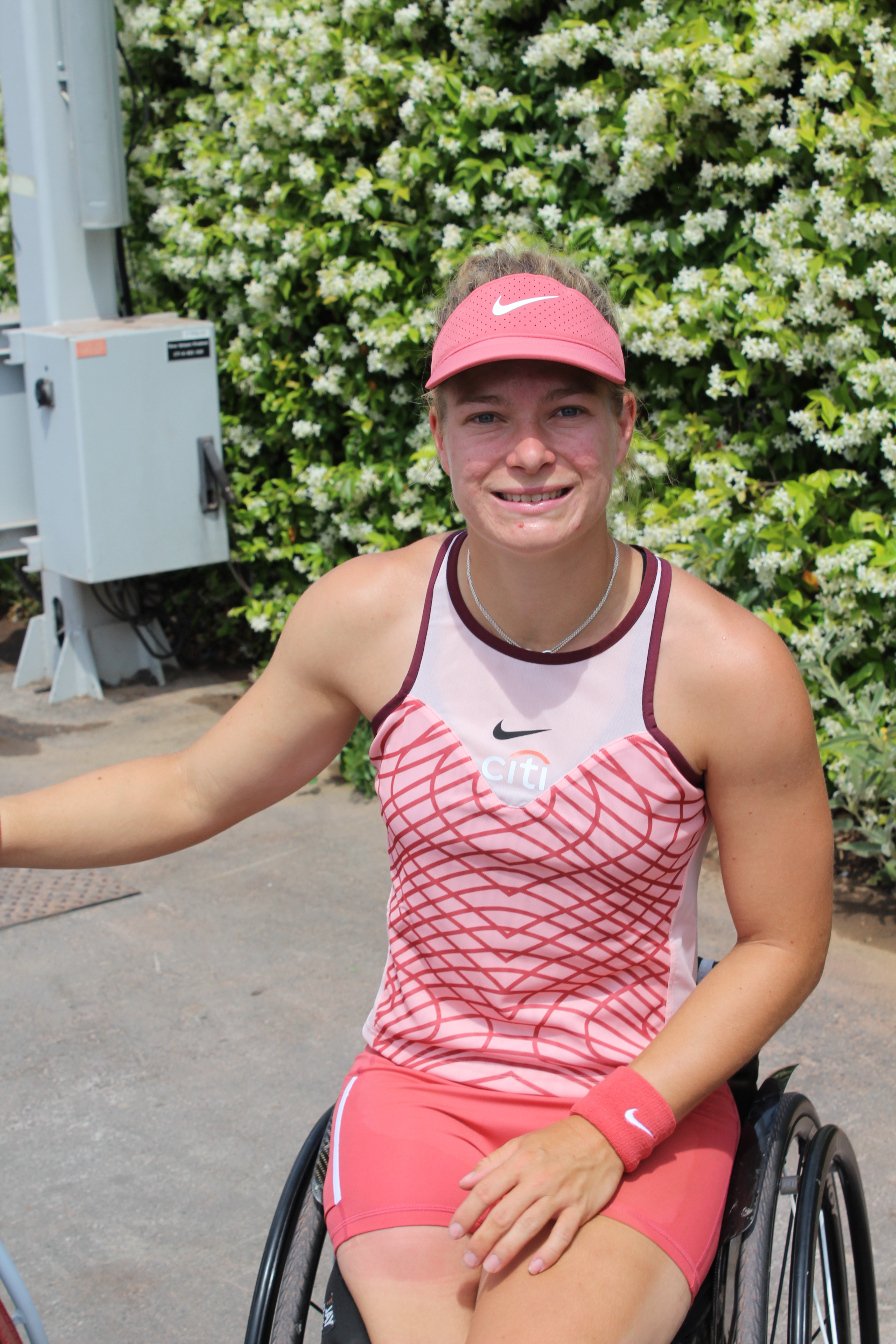
Diede de Groot, Damendoppel, Rollstuhltennis
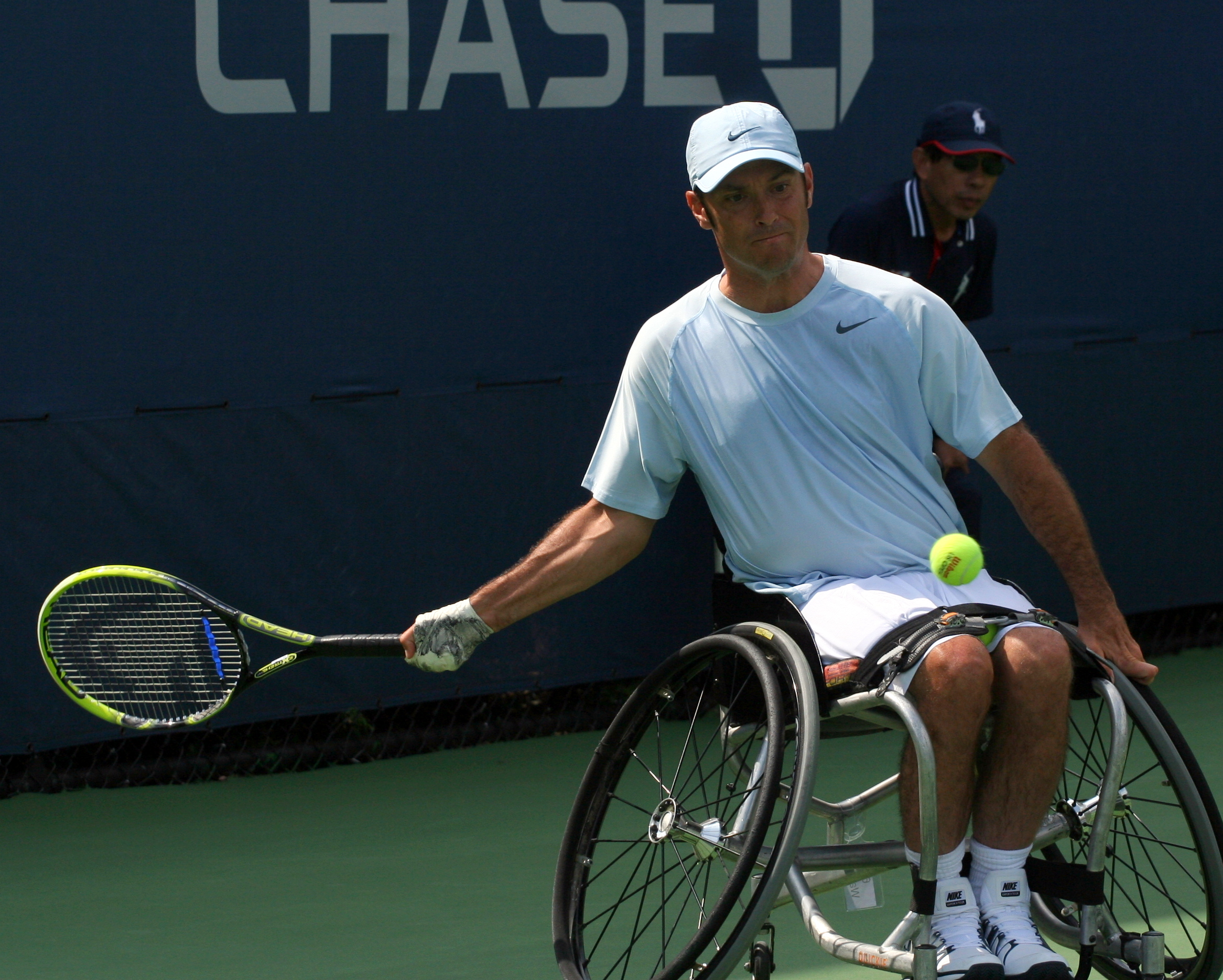
David Wagner, Quad-Doppel
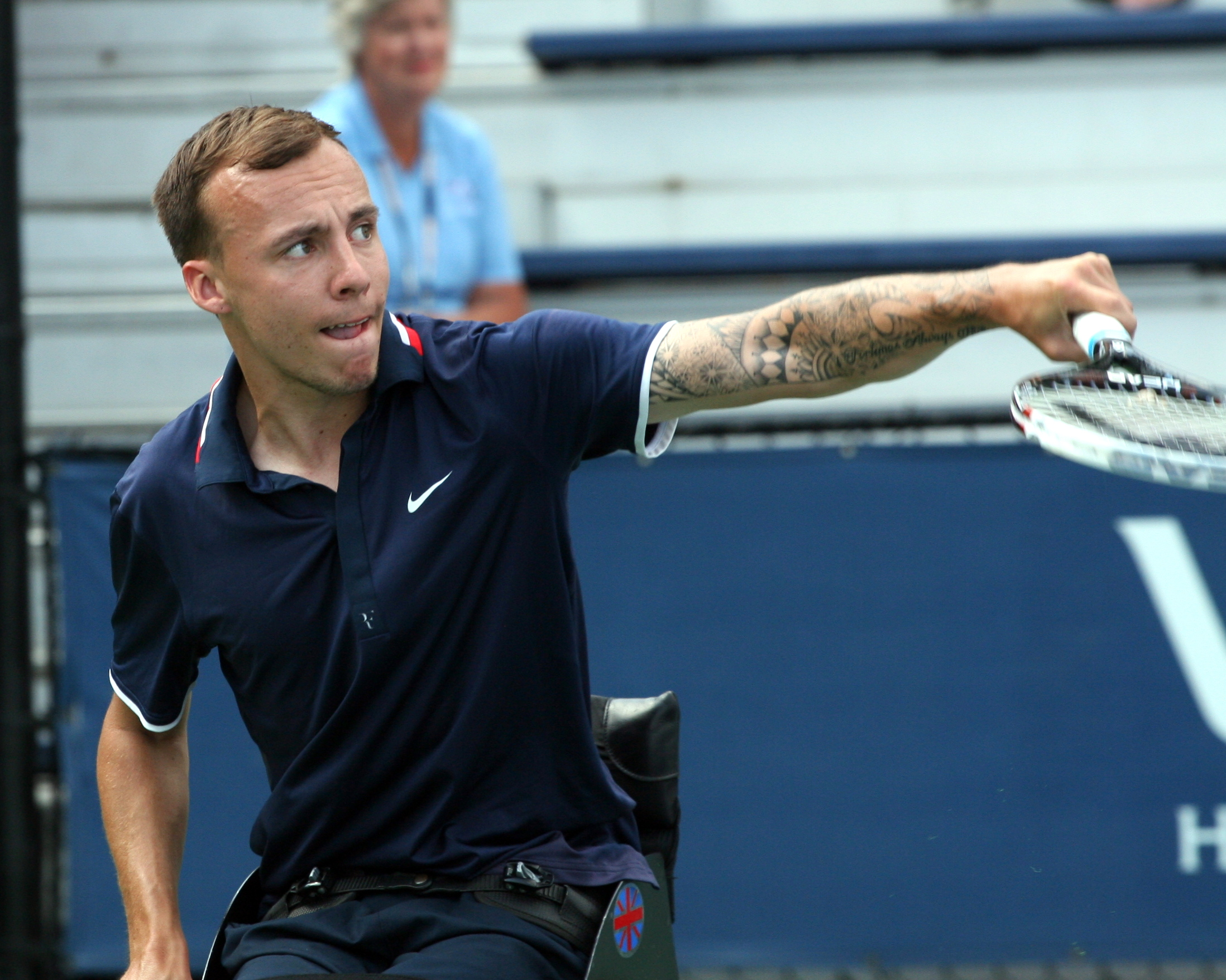
Andrew Lapthorne, Quad-Doppel

## Qualifikation
Für das Hauptfeld in den Damen- und Herreneinzelwettbewerben qualifizierten sich je 128 Spieler.

### Über die Weltrangliste
104 Plätze wurden an die Bestplatzierten des WTA-/ATP-Rankings vergeben. Ausschlaggebend war das Ranking am Stichtag 4. Dezember 2023. Spielerinnen und Spieler konnten außerdem nach einer Verletzung oder Schwangerschaft mit einem Protected Ranking (ATP) oder Special Ranking (WTA) an den Start gehen.

### Qualifikationsturnier
16 Plätze wurden über das vorausgehende Qualifikationsturnier vergeben, das am 8. Januar 2024 begann. Insgesamt nahmen jeweils 128 Spieler an den Qualifikationsturnieren teil. Dazu gehörten zunächst 119 nachfolgende Teilnehmer der Weltranglisten. Angeführt wurden die Herren-Qualifikationsteilnehmer vom Franzosen Quentin Halys, als Nummer 100 und bei den Damen Kaja Juvan aus Slowenien als Nummer 105. Der letzte Spieler, der in die Herrenqualifikation aufgenommen wurde, war die Nummer 231 der Welt, der Franzose Pierre-Hugues Herbert, während die Nummer 226 der Welt, die Thailänderin Lanlana Tararudee, als letzte Qualifikantin nominiert wurde. Auch für die Teilnahme am Qualifikationsturnier wurden Wildcards vergeben, jeweils neun bei den Damen und bei den Herren. Mit einer Ausnahme, dem Belgier Alexander Blockx, waren alle Spieler aus Australien, die in der ATP-Weltrangliste die Plätze zwischen 256 und 1309 und in der WTA-Weltrangliste die Plätze 243 bis 792 einnahmen. Im Qualifikationsturnier traten ebenfalls Spieler mit einem Protected Ranking (ATP) und Spielerinnen mit Special Ranking (WTA) an.
Von den jeweils 32 gesetzten Spielern und Spielerinnen in der Qualifikation qualifizierten sich nur sieben Herren und sechs Damen für das Hauptfeld. Die übrigen Qualifikanten waren ungesetzt.

## Auslosung
Die Teilnehmer am jeweiligen Qualifikationsturnier wurden am Stichtag 7. Januar 2024 gelost. Dabei wurden die Absagen, die Wildcards und das Protective Ranking berücksichtigt. Die endgültigen Paarungen des Hauptfelds wurden unter Einbeziehung der Qualifikanten und unter Berücksichtigung der gesetzten Spieler am 11. Januar 2024 um 15:00 Uhr Ortszeit gelost. Auch dabei wurden die Absagen, die Wildcards und das Protective Ranking berücksichtigt. Für den Fall, dass zwischen Ziehung des Hauptfelds und Turnierbeginn Spieler absagten oder ausfielen, kamen auch die Lucky Loser zum Zug. Bei den Turnieren der ATP und WTA rückten als Lucky Loser ins Hauptfeld diejenigen gesetzten Spieler oder Spielerinnen auf, die beim Ausscheiden in der letzten Qualifikationsrunde die höchste Setzposition innehatten. Sollte kein gesetzter Spieler des Qualifikationsturniers die letzte Qualifikationsrunde erreicht haben, dann rückte der am höchsten gesetzte Spieler der davorliegenden Qualifikationsrunde in das Hauptfeld auf.

## Fernsehübertragung
Die Tagespartien in Melbourne starteten nach mitteleuropäischer Zeit (MEZ) um 1 Uhr nachts und die Night Sessions (Abendspiele) um 9 Uhr früh. Übertragen wurden ausgewählte Partien von Eurosport über das frei empfangbare Eurosport 1 und das kostenpflichtige Eurosport 2. Der Streamingdienst discovery+ übertrug alle Spiele. Alle Spiele, insbesondere die um 1 Uhr nachts MEZ beginnenden Spiele, waren in voller Länge auch als Aufzeichnung abrufbar.
Daneben gab es Australian Open TV auf YouTube und Facebook.

## Zeitplan
Zum ersten Mal fanden die Spiele der ersten Runde an drei statt an zwei Tagen statt. Die Matches auf den zentralen Plätzen Rod Laver Arena und Margaret Court Arena umfassten zwei statt drei Begegnungen, um zu vermeiden, dass Spiele, wie beim Zweitrundenmatch am 19. Januar 2023 zwischen dem Briten Andy Murray und dem Australier Thanasi Kokkinakis, bis in die frühen Morgenstunden dauern, als das Spiel nach 5:45 Stunden um 4:05 Uhr Ortszeit endete. Es war das zweitlängste Match in der Geschichte der Australian Open. Der Turnierdirektor Craig Tiley sah zunächst keine Notwendigkeit, den Zeitplan anzupassen, musste sich aber letztlich der heftigen Kritik aus Spieler- und Kommentatorenkreisen beugen. In der Eröffnungswoche, in der die Qualifikationsspiele ausgetragen wurden, fanden vom 9. bis 12. Januar vier Benefizspiele in der Rod Laver Arena statt, an denen unter anderem Novak Đoković, Stefanos Tsitsipas, Aryna Sabalenka, Maria Sakkari, Naomi Ōsaka, Carlos Alcaraz, Alex de Minaur und Casper Ruud teilnahmen.

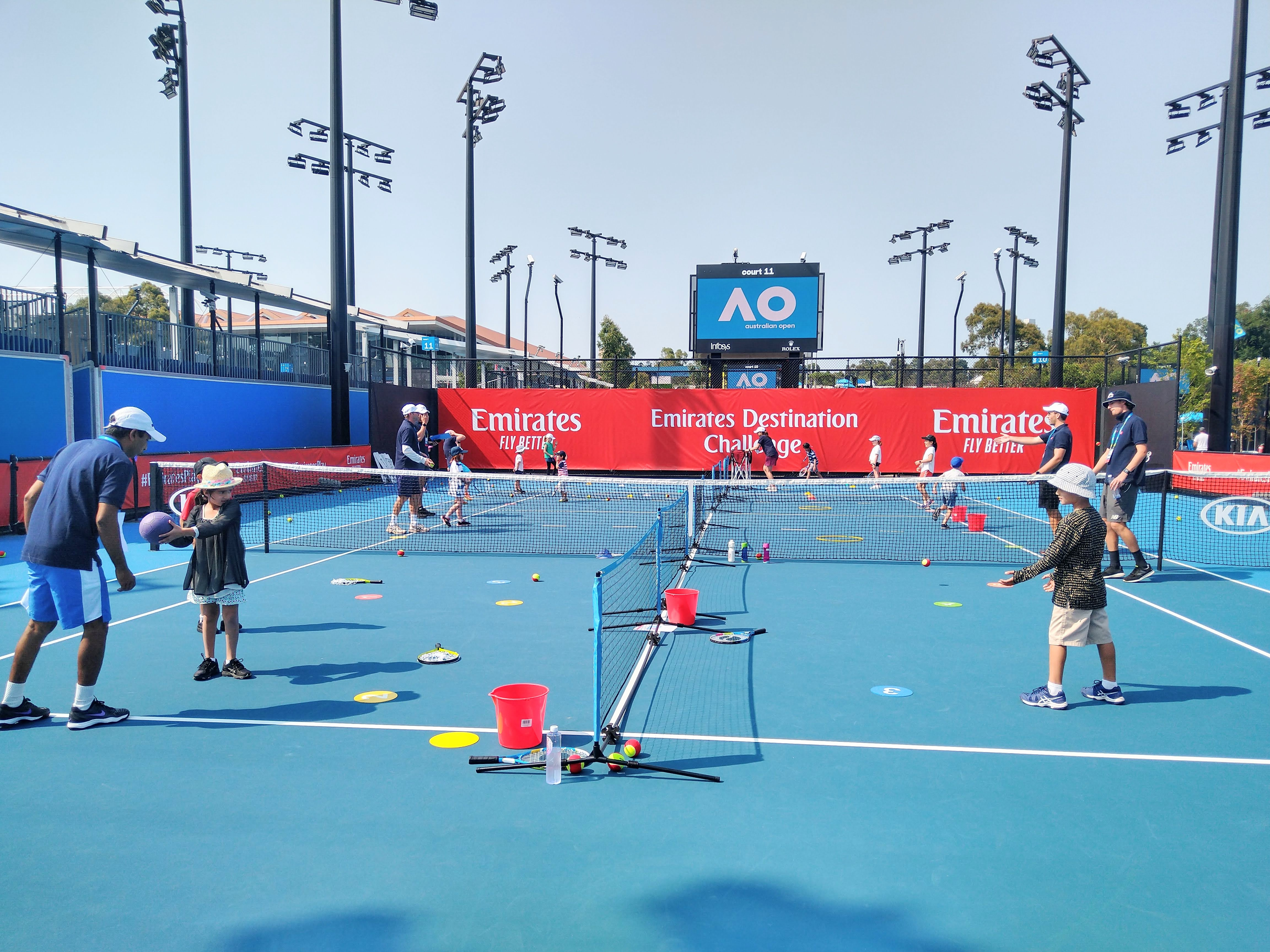
Australian Open Kids Tennis Day

| - 8.–12. Januar 2024 - Herren-Qualifikation - Damen-Qualifikation - 14.–28. Januar 2024 - Herreneinzel - Dameneinzel - 16.–28. Januar 2024 - Herren-Doppel, - Damen-Doppel - 20.–27. Januar 2024 - Junioren-Einzel - Juniorinnen-Einzel | - 22.–26. Januar 2024 - Legends-Trophy - 23.–27. Januar 2024 - Rollstuhltennis - 24.–26. Januar 2024 - U14-Asia-Pacific-Turnier - 26.–28. Januar 2024 - Behinderten-Tennis-Turnier - Gehörlosen-Tennis-Turnier |

## Preisgeld
2024 wurden insgesamt 86.500.000 Australische Dollar (ca. 53.394.575 €) Preisgeld in allen Wettbewerben an die Tennisspieler ausgeschüttet (1 AU$ entsprach zum Zeitpunkt des Turniers etwa 0,62 €).
| Event   | Sieger        | Finale        | Halbfinale  | Viertelfinale | Achtelfinale | Runde letzte 32 | Runde letzte 64 | Runde der 128 | Qualifikation 3. Runde | Qualifikation 2. Runde | Qualifikation 1. Runde |
| Einzel  | AU$ 3.150.000 | AU$ 1.725.000 | AU$ 990.000 | AU$ 600.000   | AU$ 375.000  | AU$ 255.000     | AU$ 180.000     | AU$ 120.000   | AU$ 65.000             | AU$ 44.100             | AU$ 31.250             |
| Doppel* | AU$0 730.000  | AU$0 400.000  | AU$ 227.500 | AU$ 128.000   | AU$0 75.000  | AU$0 53.000     | AU$0 36.000     |               |                        |                        |                        |
| Mixed*  | AU$0 165.000  | AU$0 94.000   | AU$0 50.000 | AU$0 26.500   | AU$0 13.275  | AU$0 6.900      |                 |               |                        |                        |                        |

- pro Paar

## Weltranglistenpunkte
Die ATP hatte im Vorfeld der Saison 2024 Änderungen bezüglich der Punkteverteilung im Hauptfeld der Tour bekannt gegeben. Demzufolge wurden mehr Punkte vergeben, allerdings nicht an die Sieger. In der WTA gab es keine Änderung.
| Event        | Sieger | Finale | Halbfinale | Viertelfinale | Achtelfinale | Runde der 32 | Runde der 64 | Runde der 128 | Qualifikation | Qualifikation 3. Runde | Qualifikation 2. Runde | Qualifikation 1. Runde |
| Herreneinzel | 2000   | 1300   | 800        | 400           | 200          | 100          | 50           | 10            | 30            | 16                     | 08                     | 0                      |
| Herrendoppel | 2000   | 1200   | 720        | 360           | 180          | 090          | 0            |               |               |                        |                        |                        |
| Dameneinzel  | 2000   | 1300   | 780        | 430           | 240          | 130          | 70           | 10            | 40            | 30                     | 20                     | 2                      |
| Damendoppel  | 2000   | 1300   | 780        | 430           | 240          | 130          | 10           |               |               |                        |                        |                        |

| Event              | Sieger | Finale | Halbfinale | Viertelfinale | Achtelfinale | Runde der 32 | Qualifikant | Qualifikation |
| Junioren-Einzel    | 375    | 270    | 180        | 120           | 75           | 30           | 25          | 20            |
| Juniorinnen-Einzel | 375    | 270    | 180        | 120           | 75           | 30           | 25          | 20            |
| Junioren-Doppel    | 270    | 180    | 120        | 75            | 45           |              |             |               |
| Juniorinnen-Doppel | 270    | 180    | 120        | 75            | 45           |              |             |               |

| Event       | Sieger | Finale | Halbfinale | Viertelfinale |
| Einzel      | 800    | 500    | 375        | 100           |
| Doppel      | 800    | 500    | 100        |               |
| Quad Einzel | 800    | 500    | 100        |               |
| Quad Doppel | 800    | 100    |            |               |

## Rekorde 2024
- Insgesamt nahmen 800 Tennisspieler aus 68 Ländern teil.
- Aryna Sabalenka siegte zum zweiten Mal in Folge im Dameneinzel.
- Mit Jannik Sinner holte zum ersten Mal in der Geschichte ein Italiener den Titel im Herreneinzel.
- Im Herreneinzel schlug Daniil Medvedev mit 89 Assen in sieben Matches die höchste Anzahl an Assen, was einen Durchschnitt von 12,7 Assen/Match ergibt. Gleichzeitig führt er die Liste mit 46 Doppelfehlern in den sieben Matches an. Hubert Hurkacz schlug 87 Asse in nur fünf Matches (bei 12 Doppelfehlern), was einen Durchschnitt von 17,4 Assen/Match ergibt. Alexander Zverev schlug die gleiche Anzahl von Assen in sechs Matches (bei 13 Doppelfehlern), was einen Durchschnitt von 14,5 Assen/Match ergibt.
- Im Dameneinzel schlug Zheng Qinwen 54 Asse in sieben Matches und führt gleichzeitig die Liste mit 41 Doppelfehlern an.
- Mit 235 km/h servierte Zhang Zhizhen den schnellsten Aufschlag im Herrentennis. Mit 201 km/h servierte Coco Gauff den schnellstens Aufschlag im Damentennis.[9]
- Rollstuhltennis: Diede de Groot, die Rollstuhlsiegerin der AO 2024, erreichte ihren 13. Grand-Slam-Einzeltitel in Folge davon den Vierten Titel in Folge bei den Australian Open. Im Rollstuhltennis im Damendoppel erreichte sie den 18. Doppeltitel, davon ebenfalls den Vierten Titel in Folge bei den Australian Open. Insgesamt erreichte sie 39 Grand-Slam-Titel (21 im Einzel und 18 im Doppel). Hinzu kommt je eine Goldmedaille in den Paralympics 2020 im Einzel und Doppel.
- Quad: Sam Schröder gewann seinen sechsten Grand-Slam-Einzeltitel, davon den dritten in Folge bei den Australian Open.
- Der längste Match-Tie-Break endete 2024 mit 22:20 beim Zweitrundenmatch zwischen Anna Blinkowa und Jelena Rybakina.
- Rohan Bopanna wurde mit 43 Jahren der älteste Sieger aller Zeiten bei den Australian Open (Herrendoppel zusammen mit Matthew Ebden). Es war seine 17. Teilnahme im Herrendoppel bei den Australian Open, gleichzeitig seine 108. Teilnahme an den vier Grand-Slam-Turnieren (61 mal Doppel, 47 mal Mixed), was einen neuen Rekord darstellt. Bereits 2017 siegte er mit Gabriela Dabrowski im Mixed bei den French Open.
- Dajana Jastremska (WTA-Weltrangliste 102) war seit 45 Jahren die erste Qualifikantin, die das Damenhalbfinale erreichen konnte. Sie stieg damit in der Weltrangliste auf Rang 29.
- Die Australian Open erreichten 2024 mit 1.110.657 Besuchern (nach 902.312 Besuchern im Vorjahr) einen neuen Zuschauerrekord.
- 424 Balljungen und -mädchen waren im Einsatz.[10][11]

## Absagen
Folgende Topspieler konnten nicht an dem Turnier teilnehmen:
- Rafael Nadal, Muskelfaserriss[13]
- Nick Kyrgios, Handgelenksverletzung[14]
- Lauren Davis
- Jennifer Brady, Verletzung
- Reilly Opelka, Verletzung
- Belinda Bencic, Schwangerschaft
- Petra Kvitová, Schwangerschaft
- Karolína Muchová, Verletzung
- Irina-Camelia Begu